# Crescentia (Vorname)
Crescentia ist ein weiblicher Vorname lateinischen Ursprungs und bedeutet Wachstum.

## Namenstage
- Der Gedenktag der Heiligen Crescentia Märtyrin ist in der katholischen Kirche am 15. Juni und in der orthodoxen Kirche am 15. Mai.
- Der Gedenktag der Heiligen Crescentia Höss von Kaufbeuren ist am 5. April, in Kaufbeuren am letzten Sonntag im April.

## Varianten
- Kreszentia, Kriskentia, Zenta, Centa, Zenzi, Zenzl

## Namensträgerinnen
- Crescentia Dünßer (* 1960), deutsche Schauspielerin, Regisseurin und Theaterleiterin